# Леди Годива

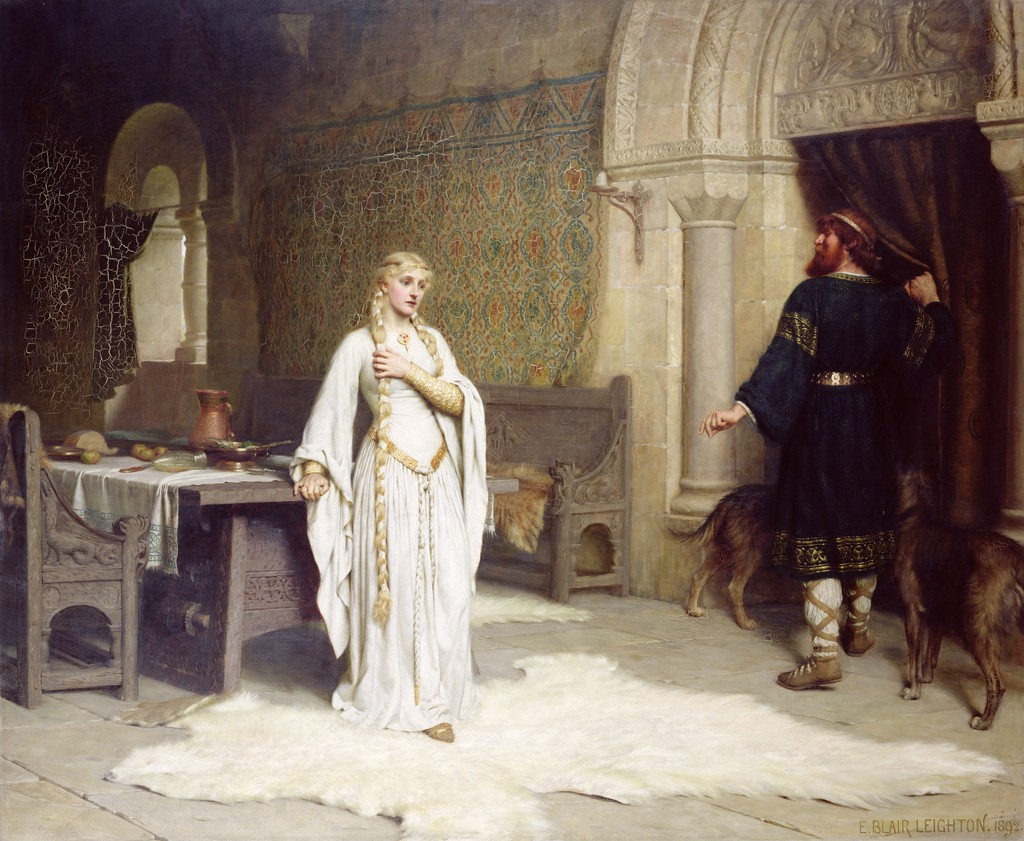
Художник Эдмунд Лейтон изобразил момент принятия Годивой решения (1892)

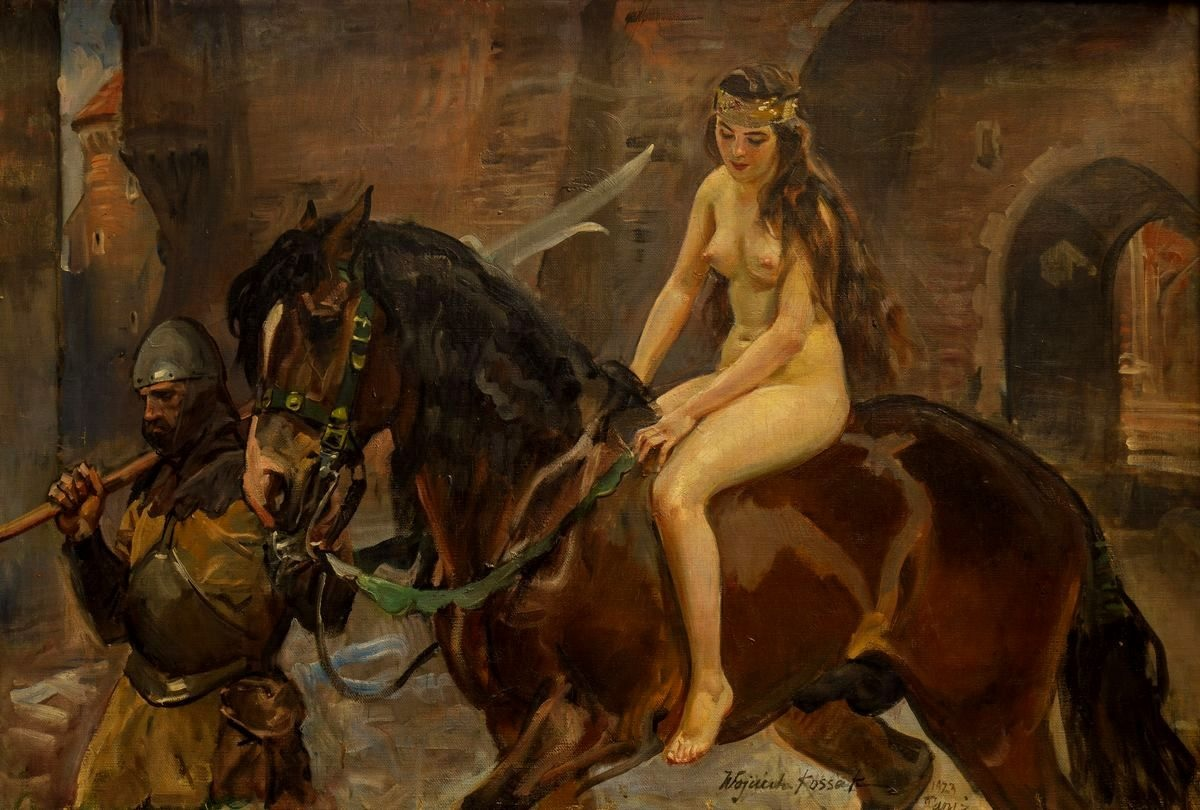
Войцех Коссак. «Леди Годива» (1923)

Годи́ва (англ. Godiva (/ɡəˈdaɪvə/), от латинизированного др.-англ. Godgyfu, Godgifu — «подаренная Богом»; около 990 — около 1067) — англосаксонская графиня, жена эрла (графа) Мерсии Леофрика (980—1057), которая, согласно легенде, проехала обнажённой по улицам города Ковентри в Англии ради того, чтобы её супруг снизил непомерные налоги для своих подданных.

## Легенда
Согласно легенде, подданные графа страдали от непомерных налогов, и Годива упрашивала своего мужа снизить налоговый гнёт. Однажды на очередном пиру, будучи сильно пьяным, Леофрик пообещал снизить налоги, если его жена проедет на лошади по улицам Ковентри обнажённой. Он был уверен, что это условие будет совершенно неприемлемо для неё. Однако Годива поставила свой народ выше собственной стыдливости и пошла на этот шаг: 10 июля 1040 года она проехала через весь город верхом на лошади, будучи полностью обнажённой. Жители города, любившие свою покровительницу и уважавшие её за её доброту, были предупреждены заранее и в назначенное время выполнили её просьбу: закрыли ставни и двери своих домов, никто не вышел на улицу, поэтому никто не видел прекрасную обнажённую всадницу. Граф был поражён самоотверженностью женщины и сдержал слово, снизив налоги.

## Историческая реальность
Скорее всего, легенда никак не связана с реальными событиями. Жизнь Леофрика и Годивы подробно описана в сохранившихся хрониках. Историки установили, что Годива происходила из знатного рода, являлась сестрой Турольда Бакнэлла, шерифа в Линкольншире, вступила с Леофриком в брак до 1010 года и, следовательно, к 1040 году была, по средневековым меркам, уже довольно пожилой женщиной.
Известна другая леди Годива, вторая жена эрла Нортумбрии Сиварда (ум. 1055), которая, как засвидетельствовал в середине XII века монах бенедиктинского аббатства Св. Петра в Питерборо Хью Кандид, сделала богатые земельные пожертвования этой обители, но никаких оснований отождествлять её с героиней народной легенды на сегодняшний день нет.
Также известно, что Леофрик к 1043 году основал близ Ковентри собственный бенедиктинский монастырь, который в одночасье превратил Ковентри из небольшого поселения в четвёртый по величине средневековый английский город. Маловероятно, чтобы жители столь процветавшего места изнывали от непомерных налогов. Леофрик наделил монастырь землёй и отдал во владение обители 24 деревни, а леди Годива подарила такое количество золота, серебра и драгоценных камней, что ни один монастырь Англии не мог сравниться с ним по богатству. Годива была очень набожной и после смерти мужа, находясь на смертном одре, передала все его владения церкви. Граф Леофрик и леди Годива были похоронены в этом монастыре.
Впервые предание об обнажённой всаднице привёл лишь спустя полтора столетия хронист аббатства Святого Альбана в Сент-Олбансе Роджер Вендоверский (ум. 1236), один из завистников славы и богатства Ковентри. По словам Роджера, указанные события происходили 10 июля 1040 года. Ещё сто лет спустя, в 1347 году, эту историю включил в свою «Всемирную хронику» (лат. Polychronicon) Ранульф Хигден, снабдив её некоторыми подробностями, в частности, он утверждал, что Леофрик освободил жителей города от всех пошлин, кроме налога на лошадей.
В дальнейшем народная молва только дополняла это предание. В конце XIII века король Эдуард I пожелал выяснить правду об этой легенде. Проведённое по его распоряжению исследование летописей подтвердило, что, начиная с 1057 года, когда скончался граф Леофрик, в Ковентри налоги действительно в течение долгого времени не взимались. До сих пор остаётся неизвестным, каким образом взаимосвязаны эти события, и связаны ли они вообще.

## Подглядывающий Том

«Леди Годива» Адама ван Ноорта (1586)

История о Подглядывающем Томе является позднейшим «наслоением» легенды.
В 1586 году совет города Ковентри заказал Адаму ван Ноорту изобразить эпизод легенды на картине. Художник выполнил заказ; помимо прекрасной всадницы, на картине был изображён Леофрик, смотрящий на свою жену из окна. Картина была выставлена на всеобщее обозрение на главной площади Ковентри безо всяких пояснений, и население ошибочно приняло изображённого на картине графа за горожанина, подглядывающего за леди Годивой. Людская молва нарекла этого горожанина «Подглядывающим Томом» (англ. Peeping Tom). Впоследствии английское слово «peeping» (подглядывающий) превратилось в фамилию персонажа, а легенда дополнилась подробностью — сразу же после того, как Том увидел обнажённую Годиву, он ослеп.

## Память

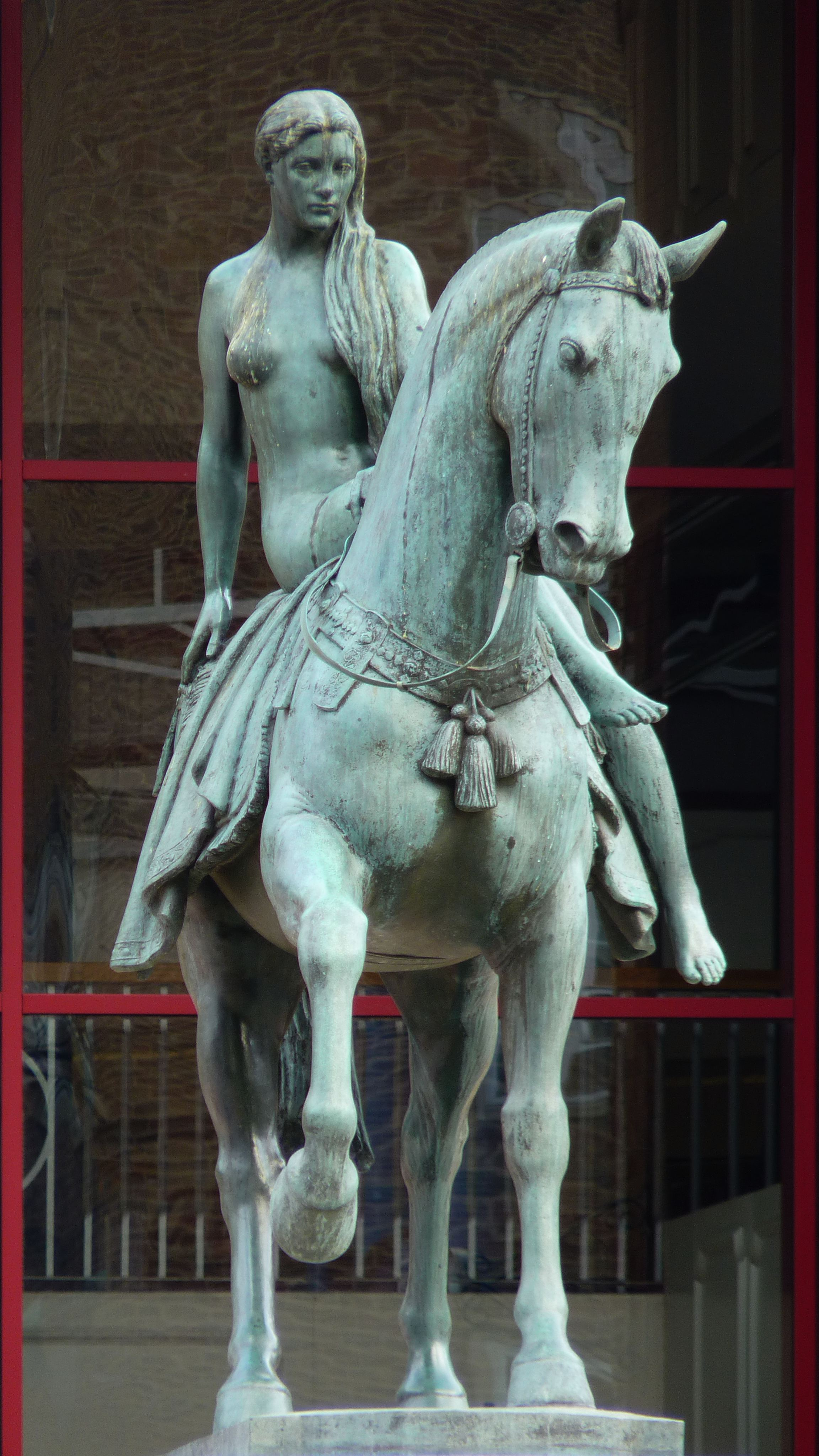
Памятник леди Годиве в центре Ковентри, скульптор Уильям Рейд Дик. Памятник открыт 22 октября 1949 года

В 1678 году жители Ковентри учредили ежегодное празднование в честь леди Годивы. Этот фестиваль проводится и по сей день. В течение дня проводится карнавал с обилием музыки и песен, а вечером фейерверк. Участники карнавала наряжаются в костюмы XI века. От руин первого кафедрального собора и далее по маршруту, якобы проложенному некогда отважной леди, проводится шествие. Заключительная часть фестиваля проходит в центре города, в городском парке у памятника леди Годиве. Здесь звучит музыка того времени и участники праздника соревнуются в различных конкурсах, наиболее популярным из которых является конкурс на лучшую леди Годиву: в нём принимают участие женщины, одетые в туалеты дам одиннадцатого столетия, и непременным условием соревнования являются длинные золотистые волосы.
Недалеко от бывшего кафедрального собора Ковентри установлен памятник леди Годиве. Памятник представляет собой скульптурное изображение обнажённой леди Годивы с распущенными волосами, сидящей верхом на лошади без седла, свесив обе ноги на левую сторону. Изображение памятника помещено на печать городского совета Ковентри.

## Образ в искусстве и массовой культуре
Образ леди Годивы достаточно популярен в искусстве. Ей посвящены поэмы и романы. Образ воссоздан в мраморе, на гобелене, на полотнах живописцев, в кино, на ТВ и даже на обёртке шоколада фирмы «Годива». Археологами найдены витражи с изображением леди Годивы, которые сейчас находятся в сохранившейся церкви первого монастыря, основанного Леофриком и Годивой. В честь леди Годивы был назван астероид (3018) Годива.
В 1840 году Альфред Теннисон написал стихотворение «Годива». Русскоязычному читателю оно известно в переводе Ивана Бунина.
В 1911 году итальянский композитор Пьетро Масканьи создаёт оперу «Изабелла», в основу которой легла легенда о леди Годиве.
В 1911 году также был снят первый фильм, рассказывающий эту историю. В главной роли снялась Джулия Суэйн Гордон.
В 1933 году на Всемирной выставке в Чикаго давала свои выступления киноактриса и стриптизёрша Салли Рэнд. Она была арестована за исполнение номера «Леди Годива», в ходе которого разъезжала на белой лошади по улицам Чикаго, будучи облачена в костюм, создававший иллюзию полного обнажения).
В 1955 году американский режиссёр Артур Любин снял по мотивам легенды полнометражный художественный фильм «Леди Годива из Ковентри». Главную роль в картине исполнила Морин О’Хара.
Упомянута в научно-фантастическом романе Роберта Хайнлайна «Марсианка Подкейн», вышедшем отдельным изданием в 1963 году.
В 1966 году британский дуэт Питер и Гордон записал песню «Lady Godiva».
В 1968 году американская арт-рок группа The velvet underground выпустила песню «Lady Godiva’s Operation».
В 1979 году группа Queen упомянула её в своём сингле «Don't Stop Me Now».
В 1982 году группа «Аквариум» выпустила альбом «Акустика. История Аквариума том I». В песне «Сталь» есть отсылка к этой легенде
В 1993 году группа Boney M выпустила песню «Lady Godiva».
В 2004 году белорусский режиссёр Ирина Кодюкова сняла мультфильм «Легенда о леди Годиве».
Является персонажем 2 серии 7 сезона (2005 год) в американском сериале «Зачарованные».